# Bret Garnett
Bret Garnett (* 2. Juli 1967 in Honolulu, Hawaii) ist ein ehemaliger US-amerikanischer Tennisspieler.

## Leben
Garnett besuchte von 1985 bis 1988 die University of Southwestern Louisiana, spielte dort College Tennis und wurde in dieser Zeit zweimal in die Bestenauswahl All-American gewählt.
1988 wurde er Tennisprofi und erreichte das Halbfinale des Challenger-Turniers von Bossonnens. Zudem stand er im Doppelfinale dieses Turniers sowie des Challenger-Turniers von Cascais. 1989 errang er den Doppeltitel von Bossonnens. An der Seite von Jared Palmer gewann er 1992 mit dem ATP-International-Series-Gold-Turnier von Washington seinen einzigen Titel auf der ATP Tour. Neben diesem Doppeltitel stand er im Laufe seiner Karriere weitere dreimal in einem ATP-Doppelfinale. Seine höchste Notierung in der Tennisweltrangliste erreichte er 1989 mit Position 203 im Einzel sowie 1993 mit Position 49 im Doppel.
Seine besten Einzelresultate bei einem Grand-Slam-Turnier waren zwei Drittrundenteilnahmen 1989 und 1992 bei den Australian Open. In der Doppelkonkurrenz erreichte er 1993 das Viertelfinale der Australian Open, bei den French Open, in Wimbledon und den US Open stand er jeweils im Achtelfinale.

## Erfolge
| Legende                           |
| Grand Slam                        |
| Tennis Masters Cup                |
| ATP Masters Series                |
| ATP International Series Gold (1) |
| ATP International Series          |
| ATP Challenger Series (3)         |

| ATP-Titel nach Belag |
| Hartplatz (1)        |
| Sand (0)             |
| Rasen (0)            |
| Teppich (0)          |

### Doppel

#### Turniersiege

##### ATP Tour
| Nr. | Datum         | Turnier    | Belag     | Partner      | Finalgegner            | Ergebnis |
| --- | ------------- | ---------- | --------- | ------------ | ---------------------- | -------- |
| 1.  | 18. Juli 1992 | Washington | Hartplatz | Jared Palmer | Ken Flach Todd Witsken | 6:2, 6:3 |

##### Challenger Tour
| Nr. | Datum             | Turnier    | Belag     | Partner           | Finalgegner                   | Ergebnis        |
| --- | ----------------- | ---------- | --------- | ----------------- | ----------------------------- | --------------- |
| 1.  | 12. November 1989 | Bossonnens | Hartplatz | Kent Kinnear      | Brett Dickinson Bryan Shelton | 7:6, 6:3        |
| 2.  | 26. April 1992    | Birmingham | Hartplatz | Tobias Svantesson | Jan Apell Peter Nyborg        | 6:4, 7:6        |
| 3.  | 19. Februar 1995  | Hambühren  | Teppich   | T. J. Middleton   | Brent Larkham Chris Wilkinson | 6:2, 3:0 aufgg. |

#### Finalteilnahmen
| Nr. | Datum            | Turnier       | Belag     | Partner          | Finalgegner                    | Ergebnis      |
| --- | ---------------- | ------------- | --------- | ---------------- | ------------------------------ | ------------- |
| 1.  | 12. Mai 1991     | Charlotte (1) | Sand      | Greg Van Emburgh | Rick Leach Jim Pugh            | 3:6, 6:2, 3:6 |
| 2.  | 27. Oktober 1991 | Guarujá       | Hartplatz | Todd Nelson      | Jacco Eltingh Paul Haarhuis    | 3:6, 5:7      |
| 3.  | 10. Mai 1992     | Charlotte (2) | Sand      | Jared Palmer     | Steve DeVries David Macpherson | 4:6, 6:7      |